# Michal Půr
Michal Půr (* 7. září 1978 Roudnice nad Labem) je tvůrce podcastů a bývalý český novinář. Po roce 2020 lobbista. Televizní moderátor CNN Prima News, zakladatel projektu Datarun, bývalý šéfredaktor Info.cz.

## Podcasty
Jeho nejvýraznější činností je tvorba podcastů. 
Projekt Datarun, jehož je Půr spolumajitelem, je producentem téměř 30 podcastů s různými zaměřeními.
Sám Půr moderuje společně s Tomášem Jirsou podcast o společenském dění Insider. Za ten v roce 2020 získali druhé místo v soutěži Podcast roku v kategorii Cena odborné poroty.
Mezi lety 2021 a 2023 byl moderátorem v podcastu Topol Show, kde kladl otázky expremiérovi Mirku Topolánkovi.
Společně s Ondřejem Houskou moderuje pod hlavičkou Hospodářských novin podcast Bruselský diktát, který je zaměřený na dění v Evropské unii a na zahraniční politiku obecně.  V soutěži Podcast roku získal Bruselský diktát ocenění v kategorii Objev roku podle Lukáše Hejlíka.
V březnu roku 2023 vyšel první díl podcastu Podhradí, ve kterém Půr zpovídal prezidenta Petra Pavla. Petr Pavel sklidil kritiku na sociálních sítí i od některých komentátorů (například od Petra Honzejka nebo Stanislava Bilera). Předmětem kritiky byl především právě výběr moderátora. V září 2023 vyšel druhý dál tohoto podcastu, třetí zatím nevyšel.
Ve vlastním podcastu s názvem Půr si zve hosty na rozhovory o politickém dění.
V podcastu Nový svět, který se věnuje mezinárodnímu dění a civilizačním proměnám, vystupuje společně s egyptologem Miroslavem Bártou a historikem Martinem Kovářem.
Jako moderátor vystupuje také v projektu Totální podcast, který vydává fotbalový klub SK Slavia Praha.
V podcastu Vysoké napětí se věnuje proměnám energetiky, zejména tématům jako je jaderná energie, obnovitelné zdroje, dekarbonizace a geopolitické souvislosti energetické politiky.

## Kariéra
Vystudoval politologii a mezinárodní vztahy. Bakalářský titul v tomto oboru získal v roce 2003 na Fakultě sociálních věd Univerzity Karlovy, magisterský o deset let později na Metropolitní Univerzitě Praha.
Pracoval pro ČTK. Nejprve od roku 2006 do roku 2011 působil jako zpravodaj v Bruselu, poté v letech 2011 až 2013 jako vedoucí zahraniční, ekonomické i domácí redakce ČTK. Mezi lety 2014 a 2016 pracoval pro týdeník Euro na pozici šéfredaktora a ředitele ekonomické divize. Mezi lety 2016 a 2023 vedl názorový zpravodajský server Info.cz na pozici šéfredaktora. Jako externí komentátor psal také pro slovenský týdeník Trend. Občasně přispívá politickými komentáři do dalších médií jako je E15, nebo Reflex.
Po aféře týkající se tehdejšího jednatele Info.cz Tomáše Jirsy bylo oznámeno, že Půr odkoupí Info.cz od firmy CNC, která patří do mediálního impéria Daniela Křetínského. Z tohoto nákupu nakonec po dohodě mezi Půrem a CNC sešlo vzhledem k nastupující pandemii covidu-19.
V dubnu 2021 se stal druhým moderátorem zpravodajského pořadu 360° na televizi CNN Prima News.
V průběhu roku 2023 se opakovaně odmítl označit za novináře a tvrdil, že nechce, aby na něj byly vztahovány standardní principy žurnalistiky.
V květnu téhož roku opustil Půr vedení serveru Info.cz a spolu Vladimírem Piskáčkem, založil nový projekt Datarun. Mezi jeden z prvních výrazných počinů projektu patří téma Digitalizace stavebního řízení. Datarun v září 2023 vydal obsáhlou studii k tématu, která jako první upozorňovala na očekávané problémy s projektem Digitalizace stavebního řízení v gesci Ministerstva pro místní rozvoj pod vedením Ivana Bartoše. Michal Půr se následně po dobu jednoho roku tématu nadále intenzivně věnoval, převážně na svém účtu na síti X. Výsledný neúspěch projektu vedl k odvolání Ivana Bartoše a odchodu Pirátů z vlády Petra Fialy. Pirátští představitelé na následné tiskové konferenci Michala Půra označili za jednoho z hlavních viníků. K tomuto a dalším tématům se obsáhle věnuje novinář Jakub Zelenka v profilu Michala Půra na serveru pagenotfound.

## Osobní život
Narodil se v Roudnici nad Labem, ale většinu života prožil v Mělníku. V roce 2007 se oženil s novinářkou Zuzanou Půrovou, se kterou má syna Kryštofa.[zdroj?]. Jeho bratr je Ivo Půr, který se věnuje strategické komunikaci, za některé z projektů v této oblasti obdržel mezinárodní ocenění.  
V 75. dílu vlastního pořadu Nový svět uvedl, že je synovcem z druhého kolene Radima Nyče, českého olympijského běžce na lyžích.
Trpí Crohnovou chorobou.

## Názory
Podporuje regulaci velkých firem jako je Google a Facebook a je součástí skupiny evropských novinářů, která jezdí lobbovat do Bruselu za tradiční média.
Hodnotově se řadí mezi pravicové konzervativce.

## Kontroverze
V roce 2019 server Info.cz, jehož byl Půr šéfredaktor, čelil nařčení od investigativních novinářů Aktuálně.cz, že jeho jednatel Tomáš Jirsa má souběh zájmů vyplývající z pozice majitele marketingové agentury C&B. Tato agentura také sídlila ve stejné budově jako Info.cz. Investigativci uváděli, že firma Home Credit vlastněná společností PPF platí tajnou kampaň na podporu komunistické Číny. Tuto kampaň měla uskutečňovat právě agentura C&B. Jedním z hlavních obvinění souvisejících s Půrem, bylo tvrzení, že na serveru Info.cz byly vydávány články v rámci této kampaně, které navíc nebyly označené jako reklamní. Článek také upozorňoval na propojení PPF, Info.cz, C&B a webu Sinoskop.cz.
Po zveřejnění článku Tomáš Jirsa odešel z Info.cz a Michal Půr reagoval oznámením, že server odkoupí od společnosti CNC. K odkoupení nakonec nedošlo vzhledem k nastupující pandemii covidu-19.
Půr i Jirsa obvinění odmítli. Většina tehdejší redakce Info.cz také podepsala prohlášení, kde obvinění odmítají.